# Cono vaginal
El cono vaginal es un dispositivo con un cierto peso que se inserta en la vagina y sirve para tratar la incontinencia urinaria de esfuerzo mediante el fortalecimiento del músculo pélvico.
Una vez insertado el cono en la vagina, la mujer debe entonces contraer los músculos del suelo pélvico tratando de mantener el dispositivo en su lugar y mantener la contracción durante 15 minutos. Este procedimiento debe hacerse dos veces al día.
En un periodo de cuatro a seis semanas tras comenzar este tratamiento, un 70% de las mujeres presenta alguna mejoría de los síntomas.